# إيغور ديما
إيغور ديما (بالرومانية: Igor Dima)‏ هو لاعب كرة قدم مولدوفي في مركز الهجوم، ولد في 11 فبراير 1993 في تيراسبول في مولدوفا. شارك مع منتخب مولدافيا تحت 17 سنة لكرة القدم ومنتخب مولدافيا تحت 19 سنة لكرة القدم ومنتخب مولدوفا تحت 21 سنة لكرة القدم. أما مع النوادي، فقد لعب مع سبيرانتا نيسبوريني ونادي تيراسبول ونادي ساكسان ونادي شريف تيراسبول.

## وصلات خارجية
- إيغور ديما على موقع الاتحاد الأوربي (الإنجليزية)
- إيغور ديما على موقع قاعدة بيانات كرة القدم.إي يو (الإنجليزية)
- إيغور ديما على موقع Soccerway.com (الإنجليزية)